# 相澤正輝
相澤正輝（日语：／ Aizawa Masaki，1965年1月19日—），是日本北海道出身的男性演員、声優，曾經所屬Production Baobab、Bell Production附属声优养成所B★ACE，後來加入大澤事務所，2011年4月後將藝名改成原文名。

## 人物
- 舞台劇演員出身，有自己的劇團相澤塾。
- 動畫和海外電視電影的配音均有參與，聲線渾厚的缘故，配音角色通常是中年老年大叔、肥胖體格、巨漢的機會較多。

## 出演作品

### 電視動畫
- 愛天使傳說（中年男）
- 鐵臂阿童木（丹）
- 白色獵人（鷹取廣史）
- X （志勇草薙）
- 金田一少年之事件簿（水城龍壱（モト）、犬神拓郎）
- 蜡笔小新（紅鮭）
- 最遊記（蝙蝠男爵）
- 超級小黑咪（1号車巴士運転手、怪物、艦長）
- 十二國記（延王尚隆）
- 麵包超人（杯麵人）
- 逮捕令（杉原刑事）
- 中華一番（雷恩的部下）
- 數碼寶貝大冒險（人馬獸）
- 火影忍者（ハンザキ）八尾-牛鬼
- 戰鬥陀螺（道格拉斯長官）
- 第一神拳（伊達英二）
- 雙恋（千草宣之）
- 名偵探柯南（堀田良二、平澤剛、他）
- 仙境傳說（ミゲル）
- ONE PIECE（瓦夷帕）
- 七海的堤可（安東尼奧、阿諾德）
- 蒼天航路（孫堅）
- 神奇寶貝超世代（水梧桐）
- 流星洛克人 Tribe（五里門次郎）
- 神奇寶貝超級願望 Episode N（傀奇思）

2003年
- 奇諾之旅（男A）

2006年
- 犬神！（親方）

2007年
- 王牌投手 振臂高揮（桐菁棒球部教練）
- 魔法少女奈叶StrikerS（杰斯特·格兰盖兹）

2014年
- 棺姬嘉依卡（德奧巴魯特·澤多拉）
- 寄生獸 生命的準則（泉一之、上班族A、教授）
- 晨曦公主（伊·軍德）

2016年
- 名侦探柯南（内東徹人 #830-832）

2017年
- 鬼平（沼田甚造）
- 犬屋敷（刑警）

2018年
- BORUTO-火影新世代-NARUTO NEXT GENERATIONS-（牛鬼）
- 銀河英雄傳說 Die Neue These 邂逅（西德尼·席特雷）
- 精靈寶可夢 太陽&月亮（默丹[1]）
- 名侦探柯南（佐佐木博人）

2019年
- 閃電十一人 獵戶座的刻印（瓦倫汀·基爾加南）

2021年
- 名偵探柯南（田分晉太郎）
- 神奇柑仔店（刑警）

2022年
- 名偵探柯南（水沼鄉司）
- 盛開的阿斯諾特莉亞 吸！（阿爾貝里奇·格里薩爾）

2023年
- 不死少女的謀殺鬧劇（約翰·H·華生[2]）

2025年
- 離開A級隊伍的我，和從前的弟子往迷宮深處邁進（馬蒂）
- 鬼人幻燈抄（重藏[3]）
- 炎炎消防隊 參之章（DRAGON[4]）

### 外語配音
- 神雕侠侶（公孫止）
- 爱x死x机器人（旁白，《当酸奶统治世界》）

### OVA
1992年
- 電影少女（男學生、従業員）

1993年
- 怪醫黑傑克（馬斯塔）

1994年
- 銀河英雄傳說（ラッシェル）

1996年
- 機動戰士GUNDAM 第08MS小隊（吉翁兵、作業員）

2018年
- 幽遊白書「是成是敗」（大竹）

### 遊戲
- 召喚夜響曲4（ケンタロウ）

### 吹替
- 周潤發
  - 英雄本色系列（カルチュア・パブリッシャーズ發行的DVD版）
  - 大上海

### CD
- 淘氣小親親（琴子パパ）

## 外部連結
- 事務所公開簡歷 （页面存档备份，存于）（日語）